# Аїлтон Жозе Алмейда
Аїлтон Жозе Алмейда (порт. Aílton José Almeida, нар. 20 серпня 1984, Ріо-де-Жанейро) — бразильський футболіст, нападник клубу «Аль-Гіляль».

## Ігрова кар'єра
Почав професійну кар'єру на батьківщині, в команді «Атлетіко Мінейру». У період з 2003 по 2004 рік віддавався в оренди нижчоліговим бразильським командам «Тупі» і «Корінтіанс» (Масейо).

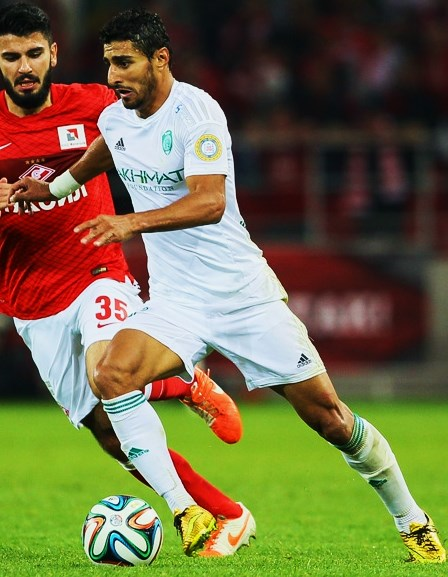
Аїлтон під час виступів за «Терек». 21 вересня 2014 року.

Протягом 2004—2006 років захищав кольори шведського клубу «Ергрюте».
Своєю грою за останню команду привернув увагу представників тренерського штабу клубу «Копенгаген», до складу якого приєднався 2006 року. Відіграв за команду з Копенгагена наступні чотири сезони своєї ігрової кар'єри. Більшість часу, проведеного у складі «Копенгагена», був основним гравцем атакувальної ланки команди. За цей час тричі виборював титул чемпіона Данії та одного разу став володарем Кубка Данії.
28 липня 2010 року уклав контракт з клубом АПОЕЛ, у складі якого провів наступні два роки своєї кар'єри гравця, провівши 53 матчі в національному чемпіонаті. Граючи у складі кіпрської команди також здебільшого виходив на поле в основному складі команди, зігравши у 53 матчах чемпіонату, в яких забив 28 голів.
З 2012 року три сезони захищав кольори команди клубу «Терек». Тренерським штабом нового клубу також розглядався як гравець «основи», зігравши у 81 матчі Прем'єр-ліги. У червні 2015 року грозненський «Терек» не став продовжувати контракт з Аїлтоном і оголосив про відхід гравця з клубу.
До складу клубу «Аль-Гіляль» приєднався в липні 2015 року на правах вільного агента. У його складі став переможцем Суперкубка Саудівської Аравії та володарем Кубка наслідного принца Саудівської Аравії. Всього встиг відіграти за саудівську команду 16 матчів в національному чемпіонаті.

## Титули і досягнення
- Чемпіон Данії (3):

«Копенгаген»: 2006–07, 2008–09, 2009–10
- Володар Кубка Данії (1):

«Копенгаген»: 2008–09
- Чемпіон Кіпру (1):

АПОЕЛ: 2010–11
- Володар Суперкубка Кіпру (1):

АПОЕЛ: 2011
- Володар Суперкубка Саудівської Аравії (1):

«Аль-Гіляль»: 2015
- Володар Кубка наслідного принца Саудівської Аравії (1):

«Аль-Гіляль»: 2015–16
- Чемпіон ОАЕ (1):

«Аль-Джазіра»: 2016–17

### Індивідуальні
- Гравець року в чемпіонаті Кіпру (1): 2010–11